# Roush Fenway Racing
Roush Fenway Racing is een Amerikaans raceteam dat actief is in de NASCAR Cup Series. Het team werd opgericht in 1988 door Jack Roush en startte als Roush Racing. In 2007 werd John W. Henry's Fenway Sports Group, eveneens eigenaar van de Boston Red Sox en Liverpool FC, voor vijftig procent eigenaar van het raceteam en kreeg het zijn huidige naam.

## NASCAR
Het team debuteerde tijdens de Daytona 500 van 1988 met rijder Mark Martin. Hij moest de race na negentien ronden staken met een mechanisch probleem. Martin bleef uiteindelijk negentien jaar rijden bij het team en werd er vier keer vicewereldkampioen in de Sprint Cup. Het team won zijn eerste titel in 2000 toen Greg Biffle de titel won in de NASCAR Craftsman Truck Series, hij won voor het team een tweede titel toen hij in 2002 de Busch Series won. In 2007 won Carl Edwards de Busch Series en werd tevens vicewereldkampioen in 2006, 2008, 2009 en 2010 in deze raceklasse. De titel in de Sprint Cup, de hoogste raceklasse in de NASCAR, werd tot nog toe twee keer gewonnen, in 2003 met Matt Kenseth en in 2004 met Kurt Busch.
In 2011 rijden David Ragan, Greg Biffle, Matt Kenseth en Carl Edwards in de Sprint Cup en Ricky Stenhouse jr., Trevor Bayne en Carl Edwards in de Nationwide Series. Stenhouse won de titel in de Nationwide Series.

## Galerij

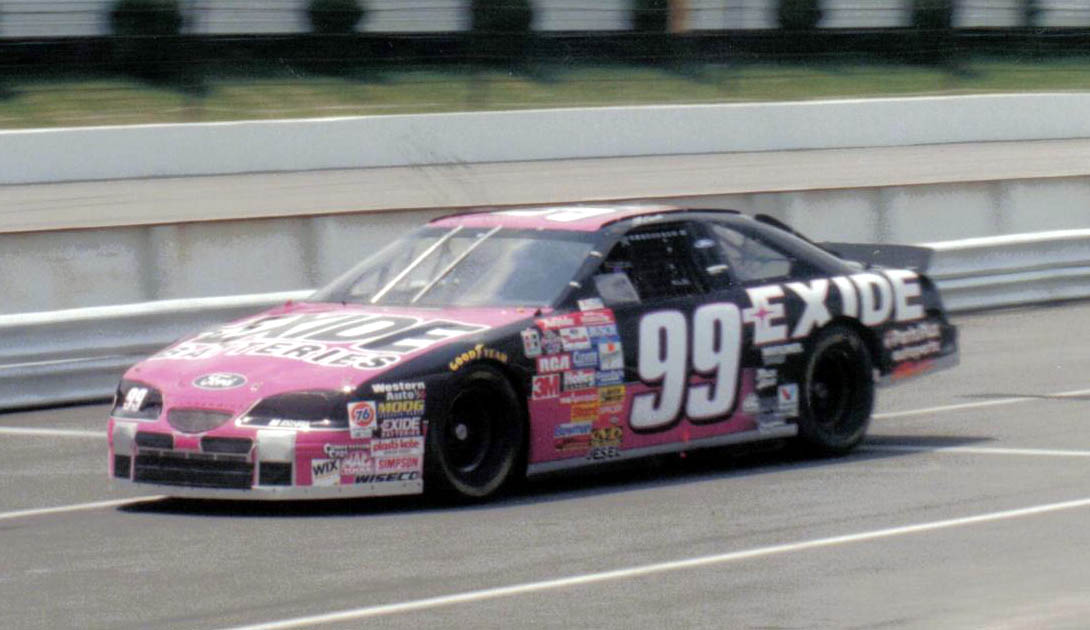
Jeff Burton in 1997
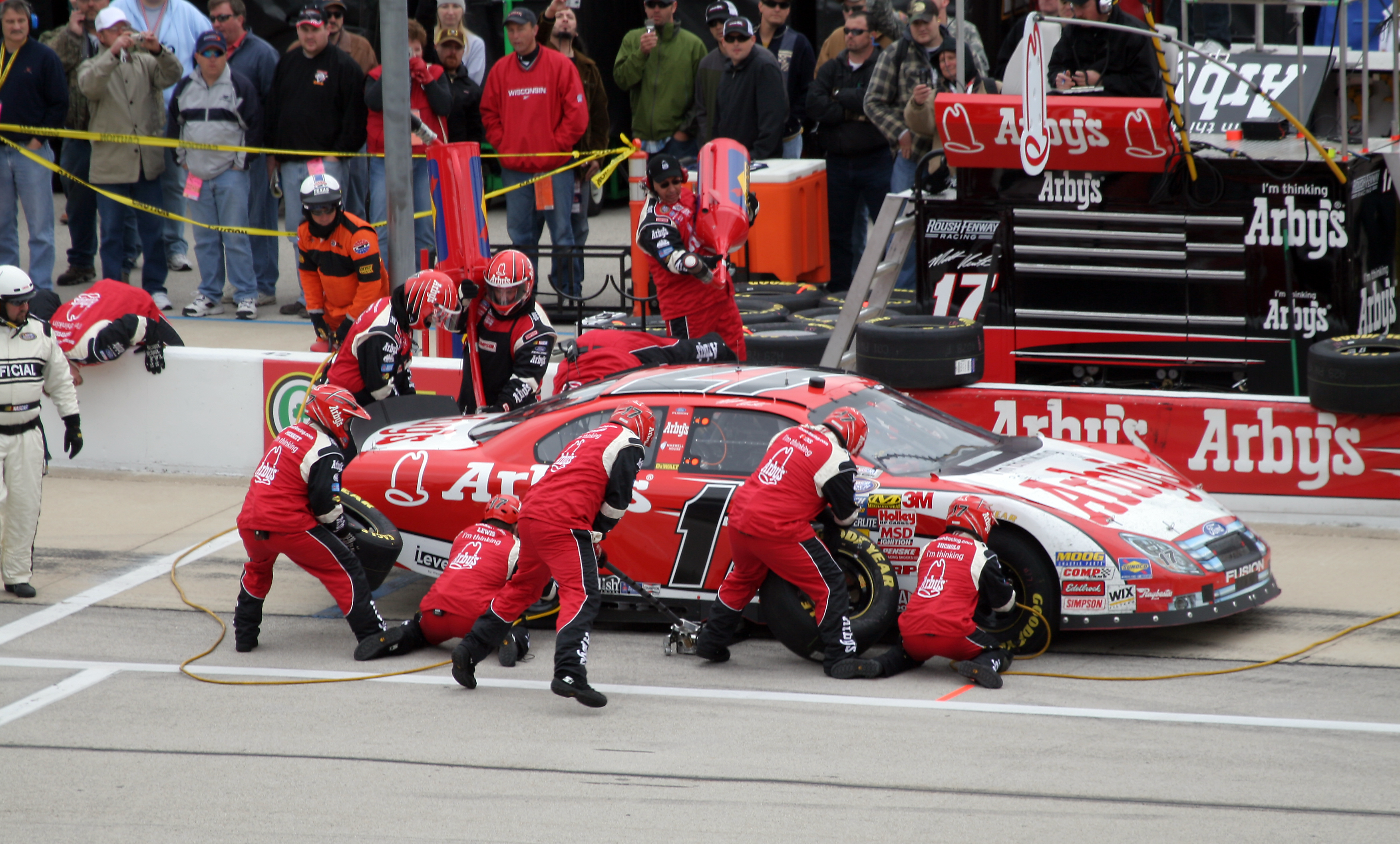
Matt Kenseth in 2007
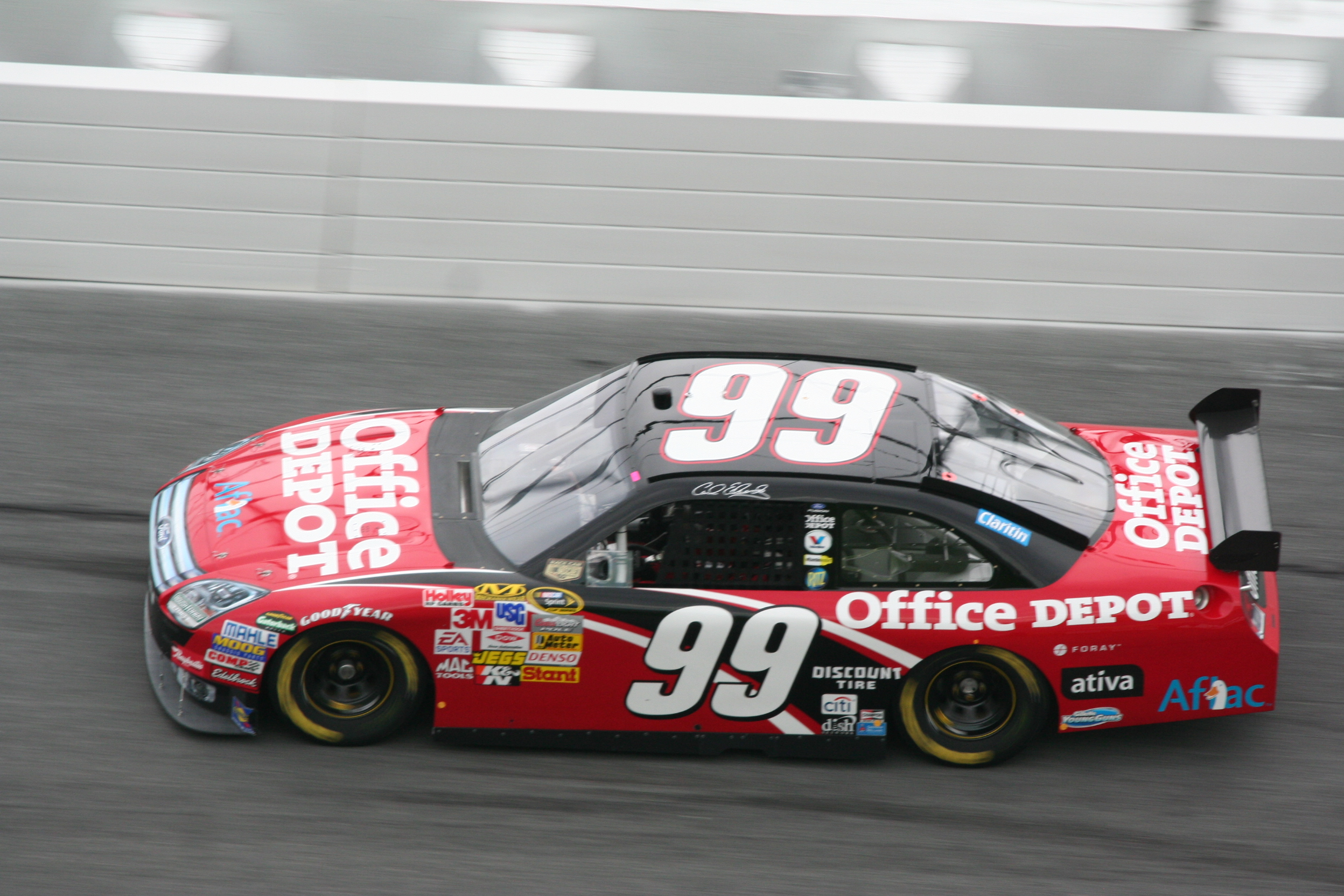
Carl Edwards in 2008